# Digital Negative Specification

Logo

Digital Negative (DNG) is een gratis te gebruiken bestandsindeling van Adobe voor "ruwe afbeeldingen" (RAW). Het wordt gebruikt in digitale fotografie.
De lancering van de indeling werd aangekondigd op 27 september 2004. Tegelijkertijd werd een programma gelanceerd, Adobe DNG Converter, waarmee bestanden zijn te converteren naar andere indelingen. Digital Negative is gebaseerd op de TIFF EP-indeling. Adobe Camera Raw, wat meegeleverd wordt met Adobe Photoshop CS en Adobe Photoshop Elements, ondersteunt de DNG-indeling. 

## Gebruik
Nog niet veel fabrikanten leveren camera's die DNG als RAW-formaat ondersteunen. Op dit moment (2009) zijn er vier merken (Hasselblad, Leica, Ricoh en Samsung) die modellen leveren die uitsluitend DNG ondersteunen, hiernaast biedt een aantal merken zoals Pentax het als optie naast hun eigen RAW-formaat. Voor alle andere Cameramerken kunnen de gegenereerde RAW bestanden worden omgezet met bijvoorbeeld de eerdergenoemde Adobe DNG Converter hoewel er ook andere applicaties zijn die dit kunnen.
Het omzetten naar DNG gebeurt om een aantal redenen:
1. DNG is een open gedocumenteerd bestandsformaat in tegenstelling tot de proprietary camera RAW bestanden, dit is met name een onzekere factor voor de toekomst. In de praktijk blijkt dat binnen een bepaald merk er ook nog variaties op het gebruikte RAW formaat worden gehanteerd. Een NEF gegenereerd door een Nikon D70 is bijvoorbeeld anders dan die van een D90. Beide zijn echter om te zetten naar identieke DNG's.
2. DNG comprimeert (verliesloos) en neemt daarmee minder ruimte in beslag dan de meeste camera RAW bestanden. Dit is overigens niet altijd het geval, de RAW bestanden uit de Pentax K10D, een 10 megapixel camera, hebben in DNG formaat een grootte van ca. 16MB, terwijl zij in PEF (gecomprimeerde RAW bestanden) een grootte hebben van 9-10MB.

1. DNG is vanaf versie 1.2 (maart 2008) voorzien van de mogelijkheid een data validatie hash (MD-5) in het bestand te laten opnemen voor zowel de ruwe afbeeldingsinformatie als het oorsrpronkelijke RAW bestand, mocht deze zijn ingesloten. Aan de hand van deze hash kan later (geautomatiseerd) worden gecontroleerd op wijzigingen, hoe klein ook. Van DNG kan de data dus gevalideerd worden zonder dat de oorspronkelijke context van het bestand aanwezig hoeft te zijn. Met andere RAW bestanden gaat dat (nog) niet.

In juni 2009 is versie 1.3 van DNG uitgebracht en versie 5.4 van de DNG Converter.